# Air Liquide (musikgrupp)

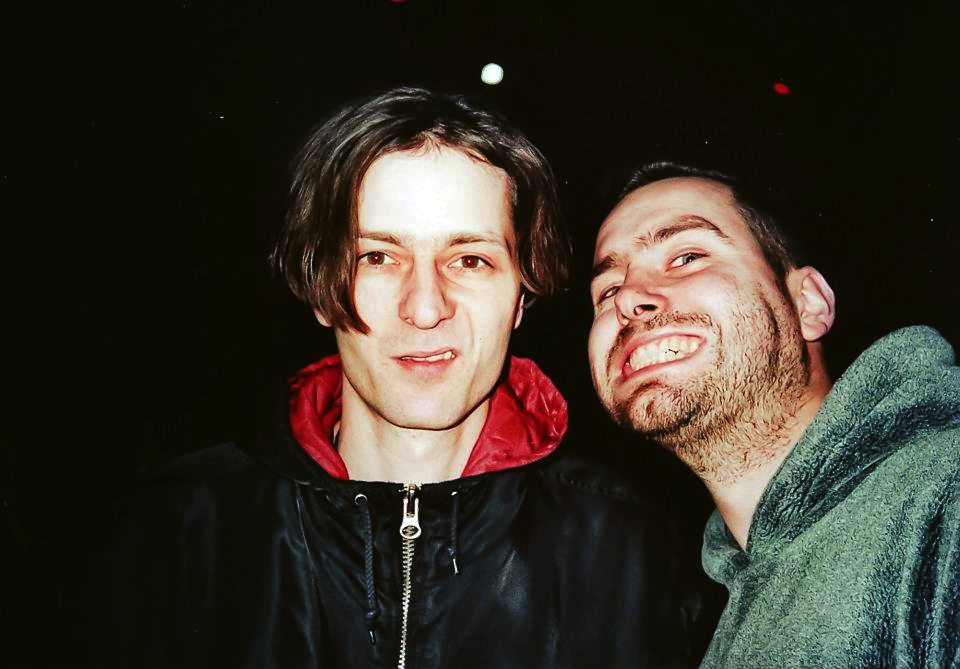
Cem Oral & Ingmar Koch

Air Liquide är ett tyskt elektroniskt musikband som spelar experimentell techno och ambient trance. Air Liquide bildades 1991.

## Diskografi
- Neue Frankfurter Elektronik Schule (1991)
- Liquid Air EP (1992)
- Air Liquide (1993)
- Nephology (1994)
- If There Was No Gravity (1994)
- The Increased Difficulty of Concentration (1994)
- Abuse Your Illusions (1995)
- Red (1995)
- Black (1995)
- Stroboplastics (1995)
- Sonic Weather Machine (1996)
- Homicidal Diary (1997)
- Liquid Airemandrag (1998)
- Anybody Home? (1999)
- X (2001)
- Music is a Virus (2002)
- Let Your Ears Be the Receiver (2004)